# العلاقات الأوزبكستانية الصربية
العلاقات الأوزبكستانية الصربية هي العلاقات الثنائية التي تجمع بين أوزبكستان وصربيا.

## مقارنة بين البلدين
هذه مقارنة عامة ومرجعية للدولتين:
| وجه المقارنة                                              | أوزبكستان       | صربيا                                                      |
| --------------------------------------------------------- | --------------- | ---------------------------------------------------------- |
| المساحة (كم2)                                             | 448.98 ألف      | 88.36 ألف                                                  |
| عدد السكان (نسمة)                                         | 32.39 مليون     | 7.02 مليون                                                 |
| الكثافة السكانية (ن./كم²)                                 | 72.14           | 79.45                                                      |
| العاصمة                                                   | طشقند           | بلغراد                                                     |
| اللغة الرسمية                                             | اللغة الأوزبكية | اللغة الصربية                                              |
| العملة                                                    | سوم أوزبكستاني  | دينار صربي                                                 |
| الناتج المحلي الإجمالي (بليون دولار)                      | 48.72 مليار     | 41.43 مليار                                                |
| الناتج المحلي الإجمالي (تعادل القوة الشرائية) بليون دولار | 190.50 مليار    | 100.13 مليار                                               |
| الناتج المحلي الإجمالي الاسمي للفرد دولار أمريكي          | 2.13 ألف        | 5.24 ألف                                                   |
| الناتج المحلي الإجمالي للفرد دولار أمريكي                 | 5.57 ألف        | 13.59 ألف                                                  |
| مؤشر التنمية البشرية                                      | 0.675           | 0.771                                                      |
| رمز المكالمات الدولي                                      | +998            | +381                                                       |
| رمز الإنترنت                                              | .uz             | .rs، .срб ‏                                                 |
| المنطقة الزمنية                                           | ت ع م+05:00     | توقيت وسط أوروبا، ت ع م+01:00، ت ع م+02:00، أوروبا/بلغراد ‏ |

## منظمات دولية مشتركة
يشترك البلدان في عضوية مجموعة من المنظمات الدولية، منها:
| علم المنظمة | اسم المنظمة                               | تاريخ انضمام أوزبكستان | تاريخ انضمام صربيا |
| ----------- | ----------------------------------------- | ---------------------- | ------------------ |
|             | مؤسسة التنمية الدولية                     | 24 سبتمبر 1992         | 25 فبراير 1993     |
|             | يونسكو                                    | 26 أكتوبر 1993         | 20 ديسمبر 2000     |
|             | وكالة ضمان الاستثمار متعدد الأطراف        | 4 نوفمبر 1993          | 19 مارس 1993       |
|             | الأمم المتحدة                             | 2 مارس 1992            | 1 نوفمبر 2000      |
|             | الفريق المعني برصد الأرض                  | ?                      | ?                  |
|             | الاتحاد البريدي العالمي                   | ?                      | ?                  |
|             | البنك الدولي للإنشاء والتعمير             | 21 سبتمبر 1992         | 25 فبراير 1993     |
|             | الاتحاد الدولي للاتصالات                  | 10 يوليو 1992          | 1 يونيو 2001       |
|             | منظمة حظر الأسلحة الكيميائية              | ?                      | ?                  |
|             | مؤسسة التمويل الدولية                     | 30 سبتمبر 1993         | 25 فبراير 1993     |
|             | المركز الدولي لتسوية المنازعات الاستشارية | 25 أغسطس 1995          | 8 يونيو 2007       |
|             | منظمة الشرطة الجنائية الدولية             | ?                      | ?                  |
|             | منظمة الأمن والتعاون في أوروبا            | 30 يناير 1992          | 3 يونيو 2006       |

## وصلات خارجية
- موقع وزارة الخارجية الأوزبكستانية
- موقع وزارة الخارجية الصربية